# Heterallactis trigonochrysa
Heterallactis trigonochrysa är en fjärilsart som beskrevs av Turner 1940. Heterallactis trigonochrysa ingår i släktet Heterallactis och familjen björnspinnare. Inga underarter finns listade i Catalogue of Life.